# Shining Tears
 Shining Tears ( シャイニング ティアーズ   Shainingu Tiāzu?) es un videojuego de rol de acción codesarrollado por Nextech y Amusement Vision y publicado por Sega en 2004 para la Sony PlayStation 2 videojuego parte de la serie Shining. Cuenta la historia de un misterioso muchacho llamado Xion. Una adaptación al anime para el juego fue anunciado por Sega, titulada Shining Tears X Wind. Es producida por el Studio Deen y comenzó a transmitirse a principios de abril de 2007. 

## Personajes
Los personajes del juego fueron diseñados por el artista japonés Tony Taka.

### Xion
Xion es un chico amnésico que lleva los Anillos Dragones Gemelos que él recibió de su madre Zenovia para utilizarlos en su entrenamiento. Xion fue arrojado a una playa cerca de la posada Hogar de Héroes (Héroes Hearth). Es encontrado por la joven elfa Elwyn y presentado al doctor Pios, cuyas enfermeras le devolvieron la salud. Xion se ve envuelto en una serie de batallas para defender a la nación Shildia de los agresores. 
Xion tiene tres personalidades dentro de sí: un buen chico un poco inseguro pero de corazón joven (cuando nadie está usando el otro Anillo Dragón Gemelo), un héroe sereno y noble (cuando el portador del otro Anillo tiene un alma oscura), y una un luchador agresivo y violento, (cuando el portador del otro anillo tiene un alma de luz) a pesar de que conserva sus rasgos de clase, incluso en esta forma. 
En la versión japonesa, su actor de doblaje es Soichiro Hoshi, quien también interpretó el tema de la canción para el juego. 

### Lazarus
Lazarus es el guardián de la sacerdotisa dragoniana Ryuna. Como es la regla para los Dragonians, Lazarus fue resucitado para proteger a toda costa a la actual sacerdotisa del Templo Etwarl, la casa de la adoración del Dios Dragón. La enorme fuerza de Lazarus y la defensa son sus rasgos más destacados, así como su naturaleza de protección que se extiende a todos sus aliados. Está un poco celoso de Xion. 
En un momento en el juego, Lazarus sacrifica su vida para proteger al grupo de un ataque de magia devastadora. Si el jugador ha desarrollado lo suficiente una amistad con Ryuna, Xion viajará con ella a la Torre del Cielo para reanimarlo, aunque Lazarus volverá de entre los muertos en el mismo punto en cualquier caso. Después de su renacimiento, su alma cambia de luz a oscuridad y esto altera las cualidades de algunos de sus movimientos. 
El seiyuu de Lázaro es Daisuke Gori. 

### Neige
A menudo se refieren a ella como la Bruja del Hielo debido a su especialización en la magia de hielo, Neige fue identificado por primera vez como miembro del grupo Weiss Ritter de Volg. Más tarde se reveló que ella es princesa heredera del Reino Runevale (una de las fuerzas que se oponen). Ella fue el blanco de un intento de asesinato por parte de su hermano menor Galahad, pero fue rescatada por Cupido y llevado a Shildia donde se unió a los Weiss Ritter. Es fría, sarcástica y antisocial, pero inteligente. Al principio duda del potencial de Xion pero cambia de opinión una vez que ha luchado junto a él. A medida que pasa el tiempo, su personalidad fría se desvanece y se muestra una chica agradable y honorable. En la guerra contra Runegeist (el nuevo nombre de Runevale), Galahad muere, muy a su pesar. 
Su actriz de doblaje japonés es Megumi Hayashibara.

## Historia
En el comienzo de la historia, una niña elfa llamada Elwyn encuentra a Xion varado en la orilla de un río. Comprueba si él todavía está vivo y como mientras lo mira, uno de los anillos se cae en el agua. Elwyn trató de cogerlo pero Xion estaba al borde de la muerte por lo que lo llevó rápidamente al médico del pueblo, Pios. Cuando Xion despierta, se encuentra en Hogar de los Héroes (The Heroes' Hearth), la taberna de la ciudad Camino de Héroes (Heroes' Way).
Pios y Elwyn preguntan a Xion sobre lo ocurrido. Él dice que no puede recordar y sólo recuerda vagamente su nombre. Los dos se presentan y él se da cuenta de que en las manos tiene dos anillos extraños. Estos no se desprenden de sus dedos cuando Pios trata de sacarlos para investigar los anillos. Los dos luego le explican que los anillos podrían ser Dragones Gemelos, los legendarios anillos de poder. Descartando la idea, Pios investiga más sobre los anillos mientras Xion se queda dormido. 

### Final
Una característica de este juego es que no hay un único final, depende de la asociación que tenga Xion con cada uno de los ocho personajes, lo que representa un total de ocho finales. El final es determinado por el personaje con el que Xion haya desarrollado una mayor relación. 

## Modo avanzado
Después de ganar el juego por primera vez y guardar los datos del término, el jugador tiene la opción de cambiar entre los modos de dificultad Normal y Avanzado al cargar un archivo desde la pantalla de guardar (ya sea desde su primera partida playthroughs o posterior); por lo que un jugador puede nivelar hasta en el modo avanzado mucho en un solo lugar y luego volver al modo normal para manejar la siguiente zona con la que tuvo problemas. El modo avanzado ofrece más de un desafío pues los enemigos han aumentado sus estadísticas originales en unos 30 niveles. Además, los niveles de habilidad de los personajes ahora pueden llegar a 20 en lugar de 10, la adición da más incentivos para entrenar. 

## Música
Tema de Apertura
- "Shining Tears" 
Letras por: Natsuko Kondo
Composición y arreglos por: Gou Takahashi
Interpretada por: Souichiro Hoshi

Tema de Cierre
- "La silueta de la Luz"  ( 光 の シルエット   Hikari no Shiruetto?)
Letra por: Yurie Kokubu
Composición y arreglos por: Masaki Iwamoto
Interpretada por: Souichiro Hoshi

Estos temas musicales también se utilizaron en la versión de anime, Shining Tears X Wind. 